# Han Ye-ri
Han Ye-ri (nascida Kim Ye-ri, em 23 de dezembro de 1984) é uma atriz sul-coreana.

## Prêmios e indicações
| Ano  | Prêmio                               | Categoria                          | Obra indicada     | Resultado | Ref.              |
| ---- | ------------------------------------ | ---------------------------------- | ----------------- | --------- | ----------------- |
| 2008 | 7º Mise-en-scène Short Film Festival | Prêmio especial do júri para atuar | Giraffe & Africa  | Venceu    | [ 1 ]             |
| 2010 | 9º Mise-en-scène Short Film Festival | Prêmio especial do júri para atuar | Be with Me        | Venceu    | [ 2 ]             |
| 2012 | 33º Blue Dragon Film Awards          | Melhor nova atriz                  | As One            | Indicado  | [ 3 ]             |
| 2013 | 49º Baeksang Arts Awards             | Melhor nova atriz                  | As One            | Venceu    | [ 4 ] [ 5 ] [ 6 ] |
| 2013 | KBS Drama Awards                     | Melhor atriz em série dramática    | Yeon-woo's Summer | Venceu    | [ 7 ]             |
| 2014 | 51º Grand Bell Awards                | Melhor atriz coadjuvante           | Haemoo            | Indicado  |                   |
| 2014 | 35º Blue Dragon Film Awards          | Melhor atriz coadjuvante           | Haemoo            | Indicado  |                   |
| 2015 | 10º Max Movie Awards                 | Melhor atriz coadjuvante           | Haemoo            | Indicado  |                   |
| 2015 | 20º Chunsa Film Art Awards           | Melhor atriz coadjuvante           | Haemoo            | Indicado  | [ 8 ]             |
| 2015 | 9º Asian Film Awards                 | Melhor atriz coadjuvante           | Haemoo            | Indicado  | [ 9 ]             |
| 2015 | 51º Baeksang Arts Awards             | Melhor atriz coadjuvante           | Haemoo            | Indicado  |                   |
| 2015 | 24º Buil Film Awards                 | Melhor atriz coadjuvante           | Haemoo            | Indicado  |                   |